# Ū̀
Ū̀ (minuscule : ū̀), appelé U macron accent grave, est une lettre latine utilisée dans l’écriture du tagish.
Il s’agit de la lettre I diacritée d’un macron et d’un accent grave.

## Représentations informatiques
Le U macron accent grave peut être représenté avec les caractères Unicode suivants : 
- précomposé (latin étendu A, diacritiques) :

| formes    | représentations | chaînes de caractères | points de code | descriptions                                              |
| --------- | --------------- | --------------------- | -------------- | --------------------------------------------------------- |
| capitale  | Ū̀               | Ū◌̀                    | U+016A U+0300  | lettre majuscule latine u macron diacritique accent grave |
| minuscule | ū̀               | ū◌̀                    | U+016B U+0300  | lettre minuscule latine u macron diacritique accent grave |

- décomposé (latin de base, diacritiques) :

| formes    | représentations | chaînes de caractères | points de code       | descriptions                                                          |
| --------- | --------------- | --------------------- | -------------------- | --------------------------------------------------------------------- |
| capitale  | Ū̀               | U◌̄◌̀                   | U+0055 U+0304 U+0300 | lettre majuscule latine u diacritique macron diacritique accent grave |
| minuscule | ū̀               | u◌̄◌̀                   | U+0075 U+0304 U+0300 | lettre minuscule latine u diacritique macron diacritique accent grave |

## Sources
- « Tagish », sur Yukon Native Language Centre